# Masakra w Porzus
Masakra w Porzus − masakra popełniona na 21 partyzantach włoskiego ruchu oporu z brygady Osoppo dokonana między 7 a 18 lutego 1945 roku przez członków komunistycznych brygad im. Garibaldiego pod dowództwem Mario Toffanina. Masakry dokonano na grupie partyzantów, którzy nie chcieli przyjąć zwierzchnictwa partii komunistycznej.